# John A. O'Keefe
Pour les articles homonymes, voir O'Keefe et John O'Keefe.
John Aloysius O'Keefe III, né le 13 octobre 1916 à Lynn (Massachusetts, États-Unis) et mort le 8 septembre 2000 à Sioux Falls (Dakota du Sud, États-Unis), fut expert en planétologie et en astrogéologie auprès de la National Aeronautics and Space Administration (NASA) de 1958 à 1995.
Lui et ses co-auteurs, Ann Eckels et Ken Squires, sont crédités de la découverte que la Terre avait une harmonique sphérique zonale significative au troisième degré dans son champ gravitationnel en utilisant les données du satellite américain Vanguard 1 collectées à la fin des années 1950,. La forme de poire de la Terre, comme on l'appelait, a fait la une des journaux et a même fait l'objet d'un cartoon de Peanuts. Pour cela, il est crédité comme le « père de la géodésie spatiale ».
Il a été le premier à proposer l'idée d'un microscope à balayage en 1956 et il est le co-découvreur de l'effet YORP (abréviation de Yarkovsky-O'Keefe-Radzievskii-Paddock effect), un effet résultant de la lumière du Soleil qui accélère ou ralentit la rotation d'un petit corps tel qu'un astéroïde.

## Biographie

### Premières années
O'Keefe est né à Lynn, dans le Massachusetts, (États-Unis), le 13 octobre 1916. Il était l'aîné des quatre enfants d'Edward Scott O'Keefe et de Ruth Evans. O'Keefe a passé ses deux dernières années de lycée à l'Exeter Academy. Il est ensuite allé à Harvard, suivant les traces de son père et de ses grands-pères des deux côtés ainsi que de ses quatre oncles. Il a obtenu en 1937 un diplôme de Bachelor of Arts en astronomie. Il a passé une autre année à l'observatoire de l'université Harvard, où il a fait des études supérieures sous la direction de Harlow Shapley. À la demande de Shapley, il a poursuivi des études supérieures à l'observatoire Yerkes de l'Université de Chicago, où il a obtenu son doctorat en astronomie en 1941. Sa première découverte majeure, pendant ses études supérieures (1938), fut que les nuages de carbone solide provoquent les creux particuliers de la courbe de lumière de R Coronae Borealis, l'archétype d'une classe d'étoiles riches en carbone. Après avoir obtenu son doctorat, il a passé un an à l'Université de Brenau à enseigner les mathématiques et la physique.

### Carrière au service de cartographie de l'armée
Lorsque la Seconde Guerre mondiale a éclaté, O'Keefe a été rejeté par la conscription, donc il a rejoint l'Army Map Service Corps of Engineers en tant que civil produisant des cartes améliorées pour l'effort de guerre. Il a continué ce travail pendant la guerre froide. Son protégé le plus connu au service de cartographie de l'armée était William M. Kaula, qui est devenu une autorité en matière de géodésie par satellite.

### Carrière à la NASA
O'Keefe a rejoint la NASA en décembre 1958 et est devenu le chef adjoint de la division théorique sous Robert Jastrow au Goddard Space Flight Center à Greenbelt, dans le Maryland. Il a passé le reste de sa carrière professionnelle au Goddard.
Au début de l'ère du projet Apollo, O'Keefe fut l'un des principaux leaders dans le développement du programme scientifique lunaire américain et a joué un rôle déterminant dans l'obtention que l'astrogéologue Eugene Shoemaker travaille avec la NASA dans le développement d'un programme de géologie pour les astronautes d'Apollo. Shoemaker a qualifié O'Keefe de « parrain de l'astrogéologie ». En 1997, Shoemaker et sa femme, Carolyn, ont nommé l'astéroïde (6585) d'après O'Keefe.
Avant les atterrissages sur la Lune, O'Keefe a développé une théorie selon laquelle les tectites, des objets en verre naturel trouvés dans des champs de dispersion discrets à travers le monde, sont en fait des éjectas volcaniques de la Lune. Il a suggéré que les volcans lunaires explosifs et entraînés par l'hydrogène pourraient être le mécanisme qui a lancé les tectites sur Terre. Après les atterrissages sur la Lune, son affirmation fut apparemment étayée par une analyse chimique d'une partie de l'échantillon lunaire 12013 récupéré par l'astronaute d'Apollo 12 Pete Conrad, qui montrait une composition en éléments majeurs similaire à celle de certaines tectites trouvées en Asie du Sud-Est. Certains échantillons d'Apollo 14 avaient également des chimies similaires à celles des tectites. Cependant, la plupart des autres données lunaires ont fortement remis en cause l'hypothèse d'O'Keefe, et presque tous les chercheurs dans ce domaine acceptent maintenant que les tectites sont d'origine terrestre, les produits de grosses météorites ou d'impacts cométaires sur Terre. Ceci est étayé par des preuves géochimiques, isotopiques et minéralogiques, et le fait que la plupart des champs de dispersion de tectites peuvent désormais être comparés en toute confiance à des cratères d'impact connus d'âge similaire sur Terre.
Plusieurs des idées d'O'Keefe sur la physique de la formation des tectites, en particulier concernant la loi de Stokes et la formation lente ou l'« affinage » des tectites (apparemment pas possible dans un événement d'impact rapide), restent encore des défis pour les explications modernes sur la façon dont les tectites aurait pu se former.
Le Goddard Space Flight Center de la NASA a décerné sa plus haute distinction, le Award of Merit, à O'Keefe en 1992. L'avancée de la maladie de Parkinson l'a contraint à prendre sa retraite en 1995.

## Vie privée
Alors qu'ils étaient à l'observatoire Yerkes à Williams Bay, dans le Wisconsin, O'Keefe et d'autres étudiants diplômés ont pris leurs repas à la maison Tulane. Ici, il a rencontré sa future épouse, Martha Sylvia Tulane. Ils se sont ensuite installés à Chevy Chase, dans le Maryland, où ils ont eu trois fils et six filles. Leur deuxième fils, Roy Tulane O'Keefe (Michele Bourdeau) est né le 5 janvier 1946. Roy a rejoint l'armée en 1965 et plus tard fut infirmier dans les forces spéciales. Il a été tué au Vietnam lors de l'offensive du Têt le 6 février 1968. Les enfants ont tous fréquenté l'école primaire Blessed Sacrament à Chevy Chase. Les fils ont tous fréquenté l'Abbey School de Washington. O'Keefe était catholique.

### Décès
O'Keefe est décédé le 8 septembre 2000 à Sioux Falls, dans le Dakota du Sud, des suites d'un cancer du foie et de la maladie de Parkinson. Il était entouré de sa femme et de ses enfants.